# 星际物质
在天文學，星際物質（英語：Interstellar medium，縮寫：ISM）是存在於星系的恆星系統之外，在太空中的物質和輻射。這些物質的形式包括電離的氣體、原子、和分子，以及宇宙塵和宇宙射線。它們填充了星際空間，並且順利地融入周圍的星系際空間。能量以電磁輻射的形式佔據相同體積的星際輻射場。
星際物質無論是原子、分子或離子，都以物質的溫度和密度區分出不同的相。星際物質主要由氫組成，其次是氦，還有相較於氫是微量的碳、氧和氮。這些相的熱壓力彼此處於大致平衡的狀態。磁場和湍流運動也提供星際物質的壓力，而通常比熱壓力更為重要。
以地球的標準來看，所有相的星際物質都極為脆弱。冷的、稠密的星際物質，主要成分以分子的形式出現，並且密度達到每立方釐米106分子（每立方釐米100萬個分子）。熱的、瀰漫的星際物質主要是離子化的原子，密度可能低至每立方釐米10−4個離子。相較於地球海平面大約是每立方釐米1019個分子，以及高度真空實驗室每立方釐米1010個分子（100億個分子），是極度真空的密度。依質量區分，星際物質的99%是各種類型的氣體，只有1%是塵埃的顆粒。在星際物質的氣體中，91%是氫原子，8.9%是氦原子，只有0.1%是比氫和氦重的原子，在天文術語中稱為金屬。以質量區分，70%是氫，28%是氦，1.5%是重元素。在星際物質中的氫和氦主要是太初核合成的結果，而重元素則是恆星演化過程中淬鍊的結果。
正是因為星際物質在恆星和星系尺度之間的作用，使它們在天體物理學中起著至關重要的作用。恆星在星際物質中最密集區域內形成，最終通過行星狀星雲、恆星風和超新星用物質和能量補充進星際物質內，有助於分子雲的形成。這種恆星和星際物質之間的交互作用，有助於確定星系耗盡其氣態含量的速度，從而確定其恆星形成活動的壽命。
航海家1號在2012年8月25日抵達星際物質，成為進入星際物質的第一個人造物體。研究星際塵埃和電漿的任務預計將進行到2025年。與它是孿生的航海家2號在2019年11月也進入了星際物質。

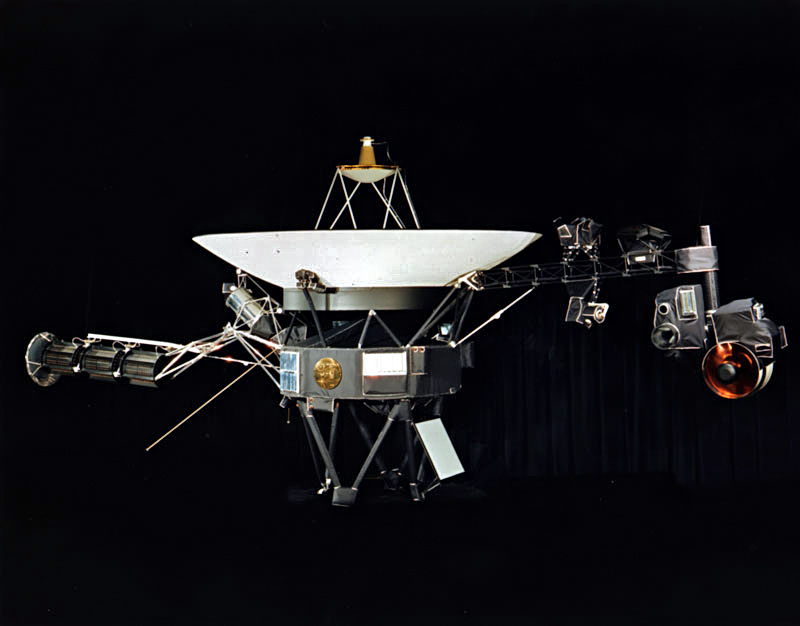
航海家1號是進入星際物質的第一艘人類製造的太空船。

## 星際物質
表1顯示了銀河系中星際物質主要成分的細目。
| 成分                      | 比率 體積 | Scale height （pc） | 溫度 （K） | 密度 （粒子/cm3） | 氫的狀態                | 主要的觀測技術                          |
| ------------------------- | --------- | ------------------- | ---------- | ----------------- | ----------------------- | --------------------------------------- |
| 分子雲                    | < 1%      | 80                  | 10–20      | 102–106           | 分子                    | 電波和紅外線分子發射和吸收線            |
| 冷中性物質（CNM）         | 1–5%      | 100–300             | 50–100     | 20–50             | 中性原子                | H的21公分線吸收                         |
| 溫中性物質（WNM）         | 10–20%    | 300–400             | 6000–10000 | 0.2–0.5           | 中性原子                | H的21公分線發射                         |
| 溫離子物質（WIM）         | 20–50%    | 1000                | 8000       | 0.2–0.5           | 離子                    | Hα發射和脈衝星色散                      |
| H II區                    | < 1%      | 70                  | 8000       | 102–104           | 離子                    | Hα 發射和脈衝星色散                     |
| 冕氣體 熱離子物質 （HIM） | 30–70%    | 1000–3000           | 106–107    | 10−4–10−2         | 離子 （金屬也高度電離） | X射線；高電離的金屬吸收線；主要是紫外線 |

### 三相模型
Field, Goldsmith & Habing (1969)提出兩個相位平衡的靜態模型來解釋星際物質的觀測特性。其建模的星際物質包括由中性和分子氫雲組成的冷致密相（T< 300 K），和由稀有的中性氫和離子氣體組成的溫星際雲相（T ~ 104 K）。McKee & Ostriker (1977)添加了一個動態的第三相，表示被超新星衝擊和加熱而非常炎熱（T~ 106 K）的氣體，並構成星際物質的大部分體積。這些相是加熱和冷卻可以達到平衡狀態的溫度。他們的潤為為過去三十年的進一步研究奠定了基礎。然而，相的相對比例及其細節仍然不為人所知。

### 結構

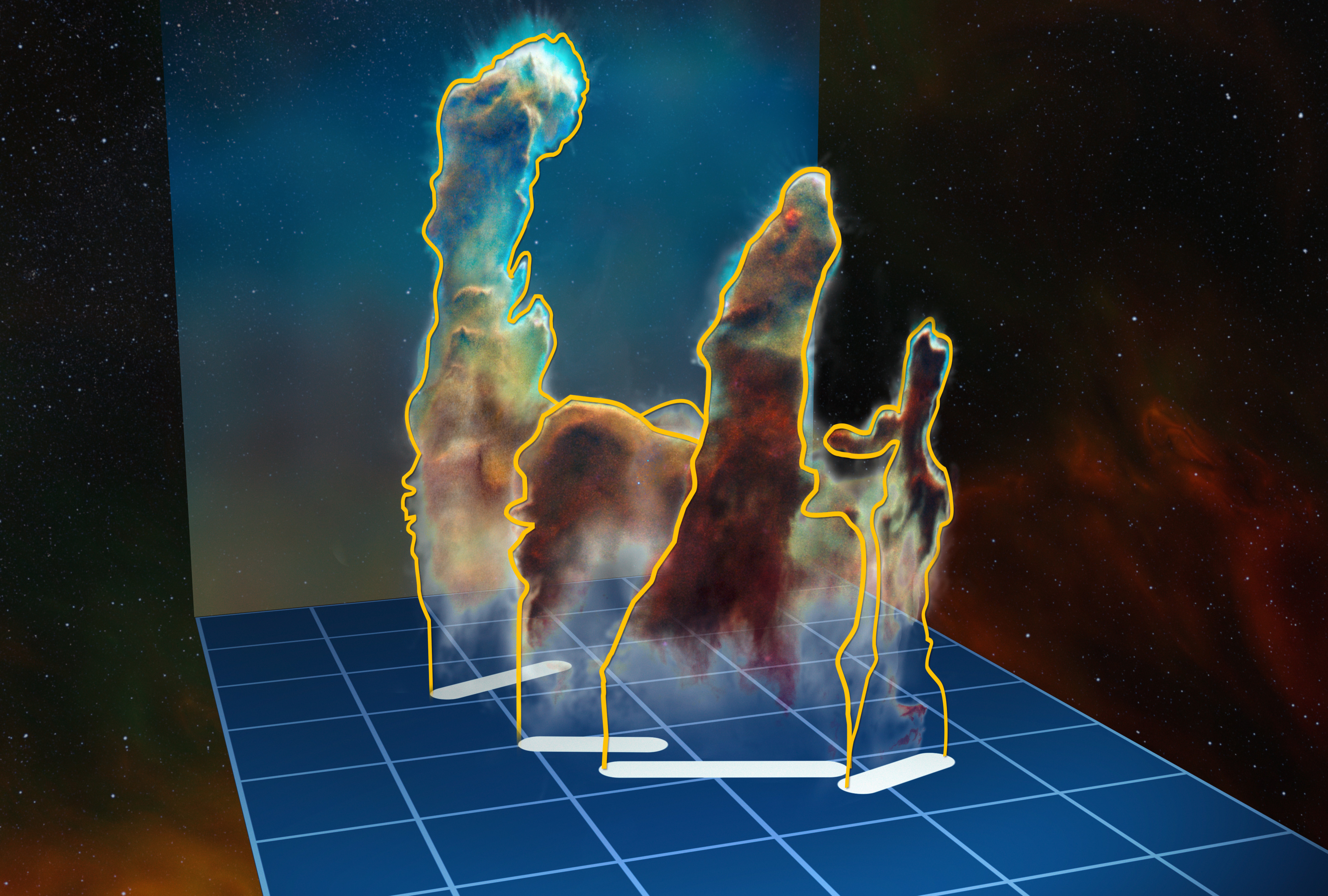
創生之柱的三維結構

这张地图显示太阳位于本地星际云的边缘，南門二（半人馬座α）位于邻近的G雲複合體中，距离太阳大约4.2光年。

星際物質是湍流，因此在所有尺度的空間上都充滿了結構。恆星誕生於巨分子雲複合體的深處，通常只有幾個秒差距的大小。在它們生存和死亡的期間，恆星和星際物質之間有實質的互動。
來自年輕恆星群（通常有巨大甚至超巨大的電離氫區圍繞著）的星風和超新星創造的激震波注入巨大的能量至周圍的環境，從而導致超音速的湍流。結果是可以觀察到不同大小的結構，像是星風泡和熱氣體的超級氣泡，是在X射線望遠鏡或電波望遠鏡的星圖中的湍流。
太陽目前正在通過本地星際雲中一個密度較低的本地泡的低密度區域。

### 與行星際物質的交互作用
星際物質從太陽系的行星際物質結束的地方開始。太陽風的速度在距離太陽90～100天文單位的終端震波處減慢到次音速。在終端震波之外的區域稱為日鞘，是星際物質與太陽風交互作用之處。航海家1號（在1998年後成為距離地球最遠的人造物體）在2004年12月16日穿越過終端震波，在2012年8月25日穿越過太陽圈頂後，不久就進入星際物質，第一次提供直接偵測星際物質的條件(Stone et al. 2005)。

### 星際消光
星際物質還負責消光和紅化，來自恆星的光會被降低光強度和移動佔主導地位的可觀測波長的光。這些影響是光子被散射和吸收引起的，並使得在黑暗的天空中可以用肉眼觀察星際物質。在銀河系（一個均勻的恆星盤）的光帶上有一個明顯的裂痕，是由分子雲吸收在數千光年內的背景星光造成的。
遠紫外線被星際物質中的中性成分有效吸收。例如，氫原子的典型吸收波長為121.5奈米，是萊曼α的轉換。因此，幾乎不可能看見來自距離地球數百光年的恆星發射出這個波長的光。因為大部分的光在旅行到地球的過程中，都在通過中性氫時都被吸收掉了。

## 加熱和冷卻
星際物質通常遠離熱力學平衡。碰撞建立了速度的馬克士威-波茲曼分布，通常用於描述星際氣體的溫度是動力學溫度，它描述所觀測到的粒子溫度具有熱力學平衡的馬克士威-波茲曼速度分布。然而，星際輻射場通常比熱力學平衡中的物質微弱許多，是高度稀釋的；一般它大致與A型星（表面溫度～10,000K）相同。因此，星際物質中的原子或分子的能階很少會依據波茲曼公式填充(Spitzer 1978，§ 2.4)。
根據星際物質的溫度、密度和電離狀態，不同的加熱和冷卻機制，決定了氣體的溫度。

### 加熱機制
低能量宇宙射線加熱：
為加熱星際物質所提出的第一個機制是用低能量宇宙射線加熱。宇宙射線是一種能夠穿透分子雲深處的有效加熱源。宇宙射線通過電離和激發將能量傳輸給氣體，並通過庫倫交互作用使電子被釋放。因為低能量宇宙射線（通常是數百萬電子伏特）比高能量宇宙射線多很多，所以很重要。
粒子光電加熱：
炙熱恆星的紫外線輻射可以將塵埃粒子的電子移除。光子被塵埃粒子吸收，一部分能量用於克服潛在的能量屏障，並從粒子中移除電子。這種潛在屏障是由電子和粒子電荷的結合能（功函數）造成的。光子剩餘的能量部分賦予彈出電子的動能，通過與其它的粒子碰撞加熱氣體。塵埃粒子典型分布的大小是
n(r) ∝ r−3.5，此處r是塵埃粒子的半徑。假設，彈射的塵埃粒子表面積分布為πr2n(r) ∝ r−1.5。這顯示最小的塵埃粒子主導了這種加熱的方法。
光致電離：
當電子脫離原子獲得自由（通常是吸收紫外線光子而獲得釋放，它離開時攜帶的動能是Ephoton − Eionization。 這種加熱機制在電離氫區佔主導地位。但在瀰漫的星際物質中，因為缺少中性碳原子，可以忽略不計。
X射線加熱：
X射線從原子和離子移出電子，並且這些電子可以引起二次電離。由於強度通常較低，因此這種加熱僅在溫暖、原子密度較低的物質中有效（因為柱密度很小）。例如，在分子雲中，只有硬X射線才能穿透，X射線的加熱可以忽略。這是假設該區域不靠近像超新星殘骸這樣的X射線源。
化學加熱：
當兩個氫原子（可以在塵埃顆粒表面移動）相遇時，可以結合成一個氫分子（H2）。這個過程可以產生4.48電子伏特的能量，分布在氫分子的旋轉和振動模式上的動能，以及加熱塵埃粒子。這種動能，以及通過碰撞從氫分子受激發轉移的能量，使氣體加熱。
顆粒-氣體加熱：
氣態中的原子和分子與塵埃顆粒高密度的碰撞可以轉移熱能。因為紫外線的照射，這在電離氫區（HII）並不重要。在電離的瀰漫物質中因為密度低，它也不重要。在中性瀰漫物質中的顆粒總是在低溫狀態，由於密度低也不能有效的加熱氣體。
在密度和溫度非常高的超新星殘骸中，通過熱交換加熱顆粒就非常重要。
在巨大的分子雲中（特別是在高密度時），通過顆粒-氣體碰撞加熱佔有主導地位。由於光學深度低，遠紅外線輻射可以深入。塵埃顆粒通過這種輻射加熱，在與氣體碰撞時可以傳輸熱能。加熱的效率可以由給出的調節係數測量： 
{\displaystyle \alpha ={\frac {T_{2}-T}{T_{d}-T}}}
此處的T是氣體的溫度，Td是塵埃顆粒的溫度，T2是氣體原子或分子碰撞後的溫度。由(Burke & Hollenbach 1983)測量的係數是α = 0.35。
其它的加熱機制：
存在各種的宏觀加熱機制，包括： 
- 雲氣的重力塌縮
- 超新星爆炸
- 星風
- 電離氫區擴張
- 超新星殘骸創造的磁流體力學波

### 冷卻機制
精細結構冷卻：
除了熱氣體區域和分子雲的深處，在星際物質的大多數區域中，精細結構冷卻過程佔主導地位。它發生的效率最高，豐富的原子具有接近基態能階的精細結構能階，例如：在中性物質的C II和O I，和在電離氫區的O II、O III、N II、N III、Ne II、和Ne III。碰撞使這些原子激發到更高的能階，最終，它們會通過光子的發射來消除激發狀態，將能量帶出這個區域。
經過允許的管路冷卻：
在較低的溫度下，可以通過碰撞填充至比精細結構能階更高的能階。例如，碰撞將氫激發至n = 2能階，會導致萊曼-α光子的發射回到基態。在分子雲中，被激發的一氧化碳旋轉線非常重要。一旦分子被激發，它最終會回到最低能量狀態的基態，發射光子可以離開該區域，使雲氣冷卻。

## 電波傳播

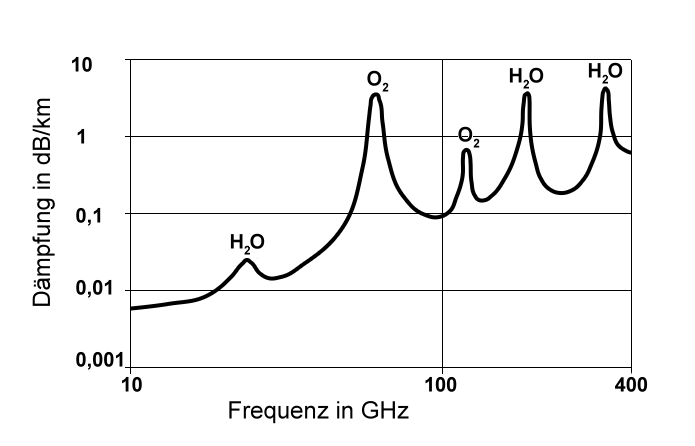
極高頻（EHF band）在大氣中的衰減db/Km是頻率的函數。由於水蒸氣（H_{2}O）和二氧化碳（CO_{2}）等大氣成分，在一些特定頻率造成的吸收峰值是一個問題。

從≈10KHz（極低頻）到≈300GHz（極高頻）的電波在星際空間的傳播不同於地球表面，有許多不存在於地球的干擾和使信號失真的來源。電波天文學大量依賴補償不同的傳播效應，以發現所期望的訊號。

## 發現

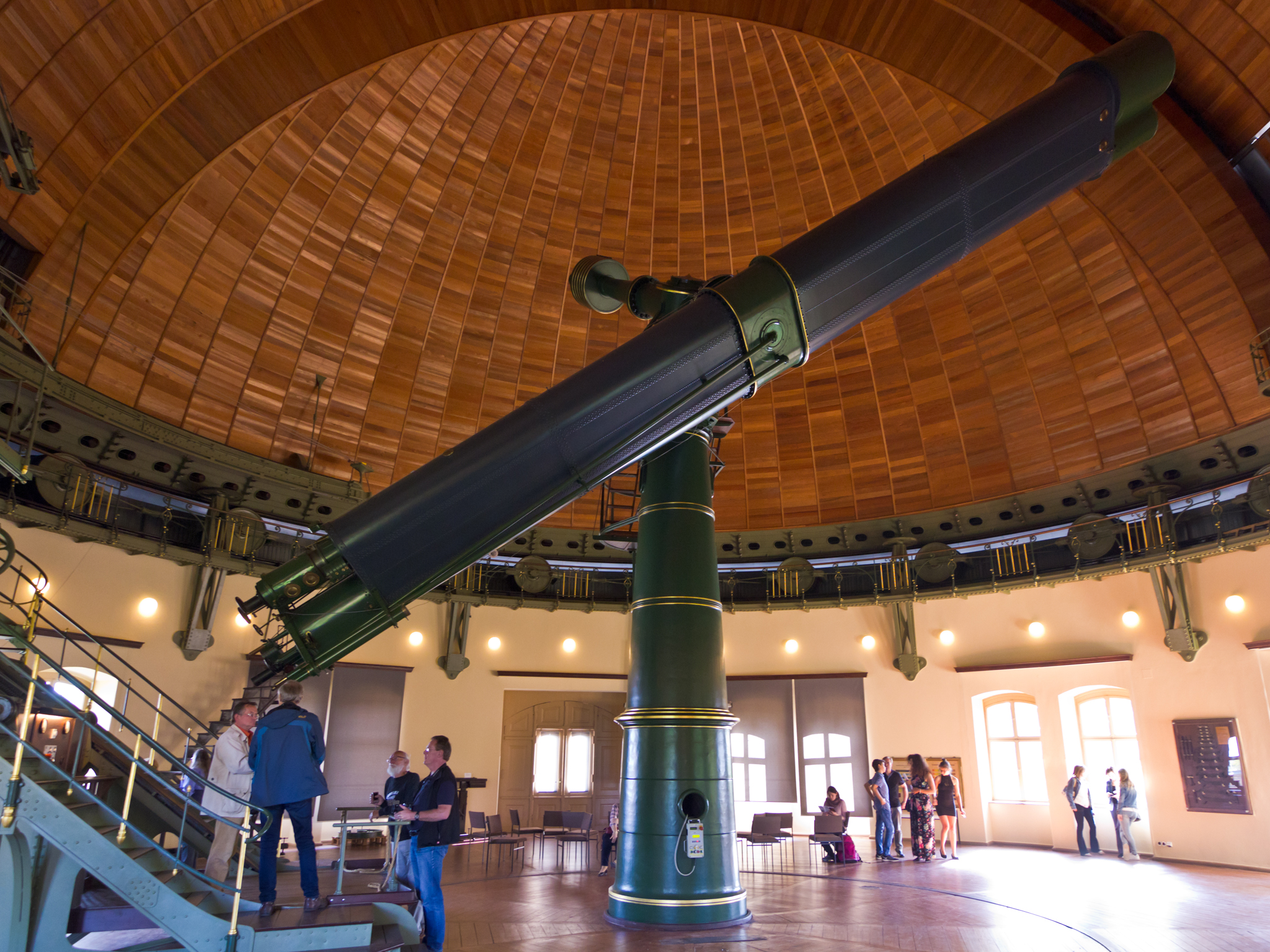
在1904年發現星際間鈣的波茨坦大折射鏡，是在1899年建成的一架口徑80公分（31.5英寸）和50公分（19.5英吋）不加蓋的雙筒望遠鏡。

在1864年，威廉·哈金斯使用光譜確定星雲是由氣體構成。哈金斯有一個私人天文台，它的8英吋望遠鏡鏡頭是由阿爾文·克拉克製造，配置了光譜儀，使他能有突破性的觀測。
在1904年，使用波茨坦大折射鏡發現星際物質中的鈣。天文學家約翰內斯·哈特曼從對獵戶座的雙星參宿三（獵戶座δ）的光譜觀測中，確定在星際空間中有元素鈣 。
斯利普爾（Slipher）在1919年進一步證實星際空間存在氣體，然後在1912年斯利普爾確認了星際塵埃。通過這種方法，星際物質的整體性質在一系列的發現和假設中得到了證實。

## 星際空間的知識史

赫比格-哈羅 110天體穿越星際空間的噴流氣體。

幾個世紀以來，星際物質的性質一直受到天文學家和科學家的關注。然而對星際物質的理解和發展，他們首先不得不先認識"星際"空間的基本概念。這個術語似乎首次出現在Bacon (1626，§ 354–5)的文稿中：“星際滑雪者…哈斯…與群星有如此的親和力，在其間的旋轉，就有如恆星般。”稍後，自然哲學家罗伯特·波义耳（1674） 論述說“天空中的星際部分，在一些伊比鳩魯學派的模型中必須是空的。”
在現代的電磁學發展之前，早期的物理學家假設存在一種無形的乙太做為攜帶光的媒介。推測這種乙太也存在星際空間中，就像Patterson (1862)寫道：“這種射流充滿星際空間，就像乙太充滿星際空間。”
深空攝影成像技術的出現讓愛德華·巴納德製作出暗星雲在背景星場上的第一批剪影圖像，而首先實際探測到星際空間的冷擴散物質是約翰內斯·哈特曼在1904年使用光譜儀拍攝的吸收譜線影像。在對參宿三的光譜和軌道的歷史研究中，觀察來自這顆恆星的光，哈特曼意識到其中一些光在到達地球之前被吸收。他報告說來自鈣的"K"線吸收似乎非常微弱，但近乎完美的銳利，並報告在393.4奈米的鈣線有令人相當驚訝的結果：沒有由於恆星的軌道運動引起譜線的週期性位移。這條譜線的固定性質使哈特曼得出造成這條吸收線的氣體並不存在於參宿三的大氣中，而是位於這顆恆星視線方向之間某個地方的一個孤立物質雲中。這一發現開啟了星際物質的研究。
在一系列的調查中，維克托·安巴楚勉引入了現在普遍接受的概念，即星際物質以雲的形式存在。
繼哈特曼確定星際鈣吸收之後，鈉被Heger (1919)在檢測房宿四（天蠍座β）和參宿三時發現在589.0和589.6奈米的"D"線吸收是固定的。
Beals (1936)後續對參宿一（獵戶座ζ）和參宿二（獵戶座ε）中鈣的"H"和"K"線的觀測，揭示了光譜中的雙重和非對稱輪廓。這些指向獵戶座視線方向的星際研究是非常複雜的。非對稱吸收輪廓是多條吸收線疊加的結果，每條吸收線都對應於相同的原子變遷（例如鈣的"K"線），但發生在具有不同徑向速度的星際雲中。由於每個雲有不同的速度（朝向或遠離觀測者/地球），因此每個雲的吸收線因為都卜勒效應，相對於靜止譜線的波長，不是藍移就是紅移。這些證實物質不是均勻分布的觀測結果，是星際物質內部有多個離散雲的第一個證據。

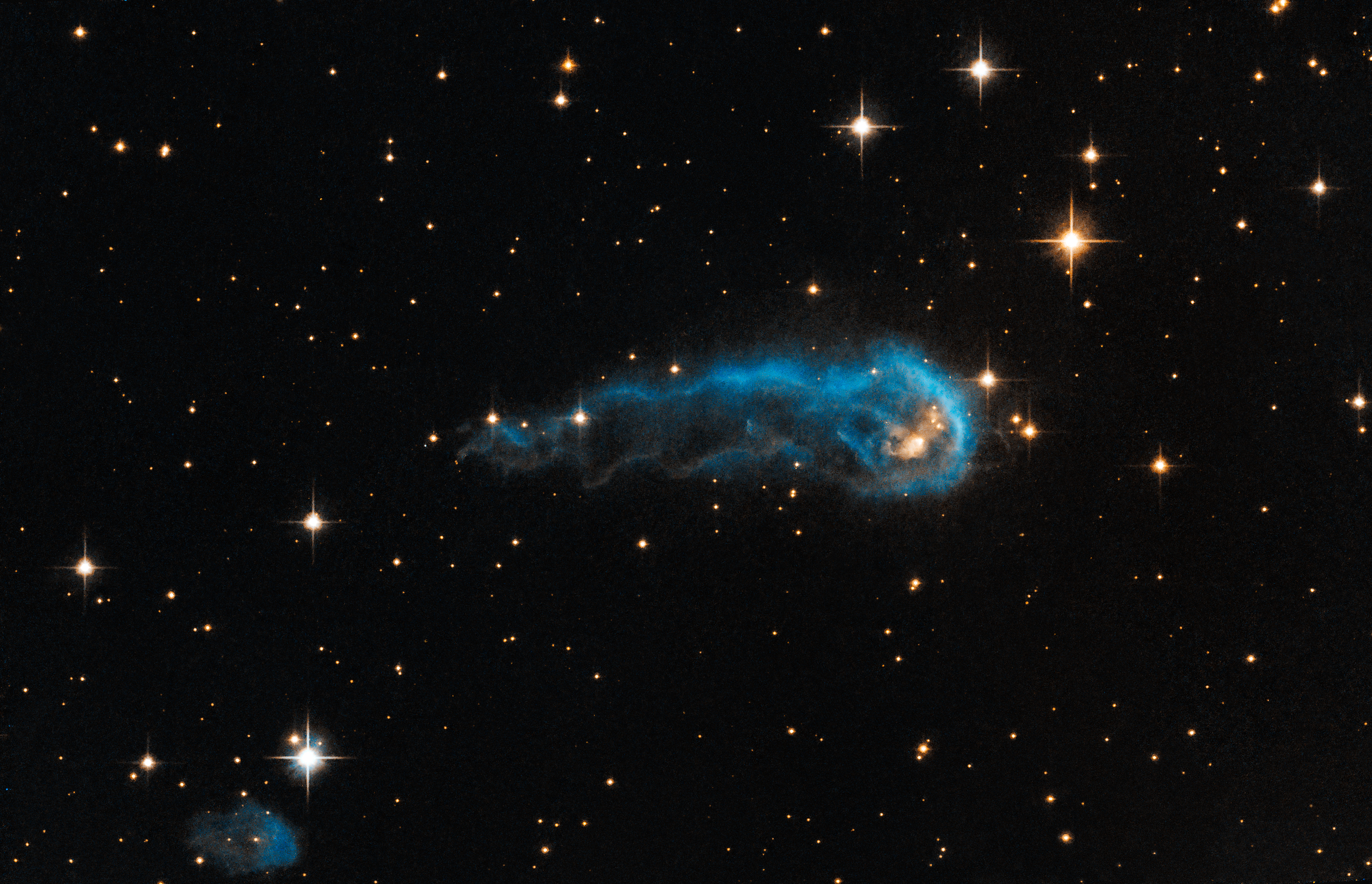
這個長達一光年的星繼氣體和塵埃結類似於毛蟲。

越來越多有關星際物質的證據，導致Pickering (1912)評論說：雖然星際吸收的物質能只是乙太，但其選擇性吸收的性質，就如雅各布斯·卡普坦指出的，是氣體的特徵，自由氣體分子當然存在，因此它們可能不斷地被太陽和恆星驅離。
在同一年，維克托·赫斯發現了宇宙線，這種高能帶電粒子從太空向地球傾瀉而下，導致其他人猜測他們是否也滲透到星際空間。第二年，挪威探險家兼物理學家克里斯蒂安·伯克蘭寫道："假設整個空間充滿了電子和各種帶電的離子在飛翔，這似乎是我們觀點的自然結果，我們就得假設演化中的每一個恆星系統都會將帶電體送入太空。因此認為宇宙中大部分的物質不是在太陽系或星雲中被發現，而是在"空"的空間裡。這似乎並非不合理。" (Birkeland 1913)。
Thorndike (1930)指出"很難相信恆星之間的巨大空隙是完全空無一物的。地球的極光並非因為太陽發射的帶電粒子而被激發。如果數百萬顆恆星也一樣的噴發出離子，是毫無疑問的事實，星系內就沒有絕對的真空。"
2012年9月，NASA的科學家報告說在受到星際物質（ISM）的影響，多環芳香烴（PAHs）通過氫化、充氧和羥基化的轉換，形成更複雜的有機化合物- 朝向胺基酸和核苷酸（分別為蛋白質和DNA的原料）的道路跨出了一步。此外，由於這些轉換的結果，多環芳香烴失去原有的光譜特徵，這可能是檢測星際冰和宇宙塵缺少多環芳香烴的原因之一，特別是冷、稠密雲或原行星盤上面的分子層。
在2014年2月，NASA宣布一個重大升級的資料庫用於追蹤宇宙中的多環芳香烴（PAHs）。科學家認為，宇宙中超過20%的碳可能與多環芳香烴有關，是外星生物起源的起始材料。多環芳香烴似乎在大爆炸後不久就形成了，在宇宙中廣泛的分布，與新恆星和系外行星有關。
在2019年4月，科學家與哈伯太空望遠鏡合作的報告，確認在星際物質的空間中有大型複雜的電離分子，發現了巴克明斯特富勒烯（C60，也稱為"巴克球"）。

## 成分
星际物质包括星际气体和星际尘埃。星际气体包括气态的原子、分子、电子、离子等，主要由氢元素组成，其次是氦，其元素丰度与恒星基本一致。星际尘埃是直径大约为10−5厘米的固体颗粒，包括冰状物、石墨、硅酸盐等，弥散在星际气体当中，质量大约占星际气体的10%。
银河系中的星际物质主要分布在旋臂中，占到了银河系总质量的10%，密度大约为每立方厘米一个氢原子，这种密度其实很低，在人造的真空中都无法达到。

### 引文
1. ↑  Herbst, Eric. . Annual Review of Physical Chemistry. 1995-10-01, 46: 27-54  [2025-04-05]. Bibcode:1995ARPC...46...27H. ISSN 0066-426X. doi:10.1146/annurev.pc.46.100195.000331. （原始内容存档于2025-04-05） （英语）.
2. ↑  Boulanger, F.; Cox, P.; Jones, A. P.  70. 2000-01-01  [2025-04-05]. Bibcode:2000isat.conf..251B. （原始内容存档于2024-12-06）.
3. 1 2 3  (Ferriere 2001)
4. ↑  . European Southern Observatory. 30 April 2015  [14 June 2015]. （原始内容存档于2016-07-30）.
5. ↑  . Jet Propulsion Laboratory.   [2020-03-15]. （原始内容存档于2016-11-29）.
6. ↑  Mathis, J. S.; Rumpl, W.; Nordsieck, K. H. . The Astrophysical Journal. 1977-10-01, 217  [2025-04-05]. Bibcode:1977ApJ...217..425M. ISSN 0004-637X. doi:10.1086/155591. （原始内容存档于2024-11-27）.
7. ↑  Weingartner, J.C.; Draine, B.T. . Astrophysical Journal Supplement Series. 2001, 134 (2): 263–281. Bibcode:2001ApJS..134..263W. arXiv:astro-ph/9907251 . doi:10.1086/320852.
8. ↑  Samantha Blair. . SETI Talks.   [2020-03-14]. （原始内容存档于2021-03-24）.
9. ↑  . JPL.   [2020-03-14]. （原始内容存档于2016-03-07）.
10. ↑  . Sky & Telescope. 2014-08-14  [2019-11-29]. （原始内容存档于2020-01-20） （美国英语）.
11. ↑  . www.messier.seds.org.   [2019-11-29]. （原始内容存档于2017-10-02）.
12. ↑  Kanipe, Jeff. . Prometheus Books. 2011-01-27. ISBN 9781591028826 （英语）.
13. ↑  . www.azarchivesonline.org.   [2025-04-05]. （原始内容存档于2021-04-27）.
14. ↑  . ESA/Hubble Press Release.   [3 July 2012]. （原始内容存档于2012-07-05）.
15. ↑  Asimov, Isaac,  2nd
16. ↑  S. Chandrasekhar, , Journal of Astrophysics and Astronomy, 1989, 18 (1): 408–409, Bibcode:1988Ap.....29..408C, doi:10.1007/BF01005852
17. ↑  . Image Archive. ESA/Hubble.   [9 September 2013]. （原始内容存档于2015-09-23）.
18. ↑  published, Space com Staff. . Space.com. 2012-09-20  [2025-04-05]. （原始内容存档于2022-09-21） （英语）.
19. ↑  Gudipati, Murthy S.; Yang, Rui. . The Astrophysical Journal. 2012-09-01, 756 (1): L24  [2025-04-05]. Bibcode:2012ApJ...756L..24G. ISSN 2041-8205. doi:10.1088/2041-8205/756/1/L24. （原始内容存档于2022-09-21）.
20. ↑  . The Astrophysics & Astrochemistry Laboratory. NASA Ames Research Center.   [October 20, 2019]. （原始内容存档于2015-06-29）.
21. ↑  Hoover, Rachel. . NASA. February 21, 2014  [February 22, 2014]. （原始内容存档于2015-09-06）.
22. ↑  Starr, Michelle. . ScienceAlert.com. 29 April 2019  [29 April 2019]. （原始内容存档于2019-04-29）.
23. ↑  Cordiner, M. A.; Linnartz, H.; Cox, N. L. J.; Cami, J.; Najarro, F.; Proffitt, C. R.; Lallement, R.; Ehrenfreund, P.; Foing, B. H.; Gull, T. R.; Sarre, P. J. . The Astrophysical Journal Letters. 2019-04, 875 (2): L28  [2025-04-05]. Bibcode:2019ApJ...875L..28C. ISSN 2041-8205. arXiv:1904.08821 . doi:10.3847/2041-8213/ab14e5. （原始内容存档于2025-04-05） （英语）.

### 來源
- Bacon, Francis,  3545, 1626
- Beals, C. S., , Monthly Notices of the Royal Astronomical Society, 1936, 96 (7): 661–678, Bibcode:1936MNRAS..96..661B, doi:10.1093/mnras/96.7.661
- Birkeland, Kristian, , , New York: Christiania (now Oslo), H. Aschelhoug & Co.: 720, 1913 out-of-print, full text online
- Boyle, Robert, , ii. iv.: 178, 1674
- Burke, J. R.; Hollenbach, D.J., , Astrophysical Journal, 1983, 265: 223, Bibcode:1983ApJ...265..223B, doi:10.1086/160667
- Dyson, J., , London: Taylor & Francis, 1997
- Field, G. B.; Goldsmith, D. W.; Habing, H. J., , Astrophysical Journal, 1969, 155: L149, Bibcode:1969ApJ...155L.149F, doi:10.1086/180324
- Ferriere, K., , Reviews of Modern Physics, 2001, 73 (4): 1031–1066, Bibcode:2001RvMP...73.1031F, arXiv:astro-ph/0106359 , doi:10.1103/RevModPhys.73.1031
- Haffner, L. M.; Reynolds, R. J.; Tufte, S. L.; Madsen, G. J.; Jaehnig, K. P.; Percival, J. W., , Astrophysical Journal Supplement, 2003, 145 (2): 405, Bibcode:2003ApJS..149..405H, arXiv:astro-ph/0309117 , doi:10.1086/378850. The Wisconsin Hα Mapper （页面存档备份，存于） is funded by the National Science Foundation.
- Heger, Mary Lea, , Publications of the Astronomical Society of the Pacific, 1919, 31 (184): 304, Bibcode:1919PASP...31..304H, doi:10.1086/122890
- Lamb, G. L., , Reviews of Modern Physics, 1971, 43 (2): 99–124, Bibcode:1971RvMP...43...99L, doi:10.1103/RevModPhys.43.99
- Lequeux, James,  (PDF), Astronomy and Astrophysics Library, Springer, 2005  [2020-03-13], Bibcode:2005ism..book.....L, ISBN 978-3-540-21326-0, doi:10.1007/B137959, （原始内容存档 (PDF)于2021-03-11）
- McKee, C. F.; Ostriker, J. P., , Astrophysical Journal, 1977, 218: 148, Bibcode:1977ApJ...218..148M, doi:10.1086/155667
- Patterson, Robert Hogarth, , Essays in History and Art, 1862, 10. Reprinted from Blackwood's Magazine
- Pickering, W. H., , Monthly Notices of the Royal Astronomical Society, 1912, 72 (9): 740–743, Bibcode:1912MNRAS..72..740P, doi:10.1093/mnras/72.9.740
- Spitzer, L., , Wiley, 1978, ISBN 978-0-471-29335-4
- Stone, E. C.; Cummings, A. C.; McDonald, F. B.; Heikkila, B. C.; Lal, N.; Webber, W. R., , Science, 2005, 309 (5743): 2017–20, Bibcode:2005Sci...309.2017S, PMID 16179468, doi:10.1126/science.1117684
- Thorndike, S. L., , Publications of the Astronomical Society of the Pacific, 1930, 42 (246): 99  [2006-07-08], Bibcode:1930PASP...42...99T, doi:10.1086/124007, （原始内容存档于2020-12-02）
- Yan, Yong‐Xin; Gamble, Edward B.; Nelson, Keith A. . The Journal of Chemical Physics. December 1985, 83 (11): 5391–5399. Bibcode:1985JChPh..83.5391Y. doi:10.1063/1.449708.

## 外部連結

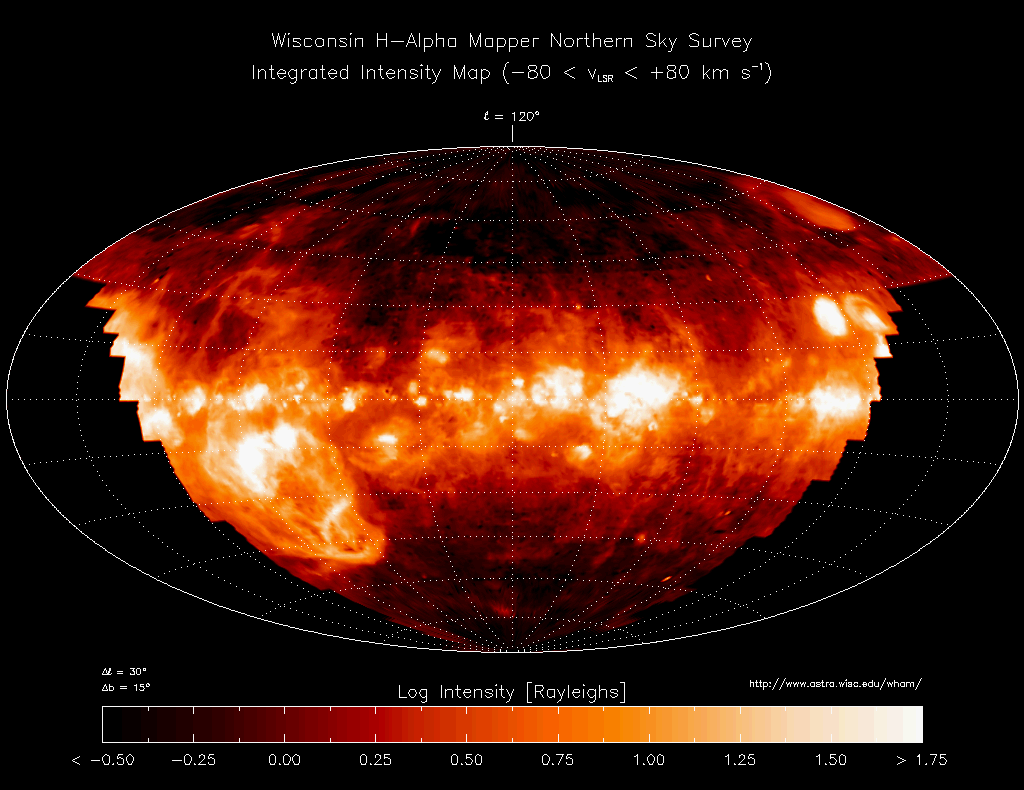
威斯康辛的Hα地圖是從地球的北半球觀測可見到部分的星際物質分布。這些氫離子（在光譜學的舊術語中，天文學家稱之為HII）(Haffner, Reynolds, Tufte & Madsen 2003).

- Freeview Video 'Chemistry of Interstellar Space' William Klemperer, Harvard University. A Royal Institution Discourse by the Vega Science Trust. （页面存档备份，存于）
- The interstellar medium: an online tutorial （页面存档备份，存于）